# بولگاروگراسو
بولگاروگراسو (به ایتالیایی: Bulgarograsso) یک کومونه در ایتالیا است که در استان کومو واقع شده‌است.

## خصوصیات
بولگاروگراسو ۳٫۸ کیلومترمربع مساحت و ۳٬۲۸۳ نفر جمعیت دارد.